# Mark Flekken
Mark Flekken (n. 13 iunie 1993, Kerkrade, Limburg, Țările de Jos) este un fotbalist neerlandez, care joacă pe post de portar la Leverkusen în Bundesliga. Pe plan internațional, are prezențe la națională pentru Țările de Jos.

## Biografie
Flekken a crescut în Bocholtz, Limburg, Țările de Jos, la granița cu Germania. Părinții lui René și Annie obișnuiau să joace fotbal ei înșiși, iar fratele său mai mic, Roy, a devenit și el portar.

## Cariera de club

### Alemannia Aachen și Greuther Fürth
Flekken și-a început cariera în departamentul de tineret al RKVV WDZ din Bocholtz înainte de a se muta la academia de tineret al lui Roda JC Kerkrade. În 2009, s-a mutat peste graniță la echipele de tineret al lui Alemannia Aachen din 2. Bundesliga. Pe 22 septembrie 2011, a semnat primul său contract profesionist.
În vacanța de iarnă a sezonului 2012-2013 din 3. Liga, Flekken a fost numit portarul titular de antrenorul René van Eck, după ce clubul cu probleme financiare s-a despărțit de Michael Melka. Flekken și-a făcut debutul pe 26 ianuarie 2013 într-un meci acasă, 2-0, împotriva lui 1. FC Saarbrücken.
Înainte de sezonul 2013-2014, Flekken a trecut la clubul din 2. Bundesliga SpVgg Greuther Fürth. Acolo, a avut doar trei apariții în campionat în trei ani ca portar de rezervă în spatele lui Wolfgang Hesl și Sebastian Mielitz.

### MSV Duisburg
Flekken a semnat pentru MSV Duisburg pe 12 iunie 2016. Pe 7 august 2016, a marcat un gol, după un corner, într-o remiză 1–1 împotriva lui VfL Osnabrück, când a mers în careul opus în ultimul minut. În februarie 2018, Flekken a primit un gol într-un meci din 2. Bundesliga cu FC Ingolstadt, când a întors spatele jocului pentru a bea din sticla de apă.

### SC Freiburg
Flekken s-a alăturat lui SC Freiburg pentru sezonul 2018–19. Un supliment al lui Alexander Schwolow pe tot parcursul sezonului, și-a făcut debutul în ultima zi a sezonului 2018-19 împotriva lui 1. FC Nürnberg. După plecarea lui Schwolow înainte de începerea sezonului 2020-21, a fost numit noul portar titular, dar la scurt timp după aceea a suferit o accidentare complicată la cot în timpul încălzirii pentru meciul din DFB-Pokal împotriva lui SV Waldhof Mannheim, care l-a exclus pentru tot sezonul. Între timp, a fost înlocuit în poartă de Florian Müller, care a fost împrumutat de la Mainz 05. A revenit ca titular în poartă pe 9 mai 2021; înainte de asta a recăpătat antrenamentele de meci cu rezervele de la Freiburg în Regionalliga Südwest.
Flekken a început sezonul 2021-2022 ca portar indiscutabil de primă alegere și, după zece jocuri la rând fără înfrângere, a văzut echipa pe locul trei al ligii, la care a contribuit cu cea mai bună rată de șuturi salvate din campionat.

### Brentford
La 31 mai 2023, Flekken a semnat pentru Brentford din Premier League pentru o sumă raportată de 11 milioane de lire sterline.

## Cariera internațională
Flekken a fost convocat la echipa națională de seniori a Țărilor de Jos pentru meciurile de calificare la Cupa Mondială din 2022 împotriva Muntenegrului și Norvegiei pe 13, respectiv 16 noiembrie 2021.
Flekken și-a făcut debutul internațional pentru Țările de Jos pe 26 martie 2022 într-un meci amical împotriva Danemarcei.
Pe 29 mai 2024, Flekken a fost inclus în lotul Țărilor de Jos pentru UEFA Euro 2024.

## Titluri
MSV Duisburg
- 3. Liga: 2016–17
- Cupa Rinului de Jos: 2016–17

SC Freiburg II
- Regionalliga Südwest: 2020–21

SC Freiburg
- Vicecampion DFB-Pokal: 2021–22[21]

Individual
- Salvarea lunii din Premier League: februarie 2024[22]